# Rancapino
Rancapino (n. Chiclana de la Frontera, de Cádiz, 1945) es el nombre artístico del cantaor gitano flamenco Alonso Núñez Núñez.

## Biografía
De cuna gitana, nace en Chiclana de la Frontera en 1945, nieto de "La Obispa", hijo de "Manuel Orillito" y hermano de "Orillo del Puerto", cantaor flamenco. El nombre de "Rancapino" surgió de una anécdota, el cantaor relata: "De chiquitillo yo siempre estaba corriendo en cueros y un gitano al que le llaman "El Mono" siempre me decía, ¿dónde vas que pareces un pino quemao".
Rancapino se inició como cantaor durante su infancia, actuando en reuniones y a través de su amistad con Camarón de la Isla, juntos cantaban en ventas de la zona de la bahía de Cádiz, principalmente en la "Venta de Vargas" en San Fernando (Cádiz). Rancapino tuvo como principales influencias a Manolo Caracol y Aurelio Sellés. En 1977 consiguió el premio Enrique El Mellizo en el Concurso Nacional de Arte Flamenco de Córdoba.
El 17 de noviembre de 2006 se le tributó un homenaje en el Teatro Lope de Vega de Sevilla, organizado por Miguel Poveda.
Hijos que cantan: Alonso Núñez (Rancapino Chico, Ana Núñez y su nieta Esmeralda Rancapino que promete bastante a pesar de sus 9 de edad

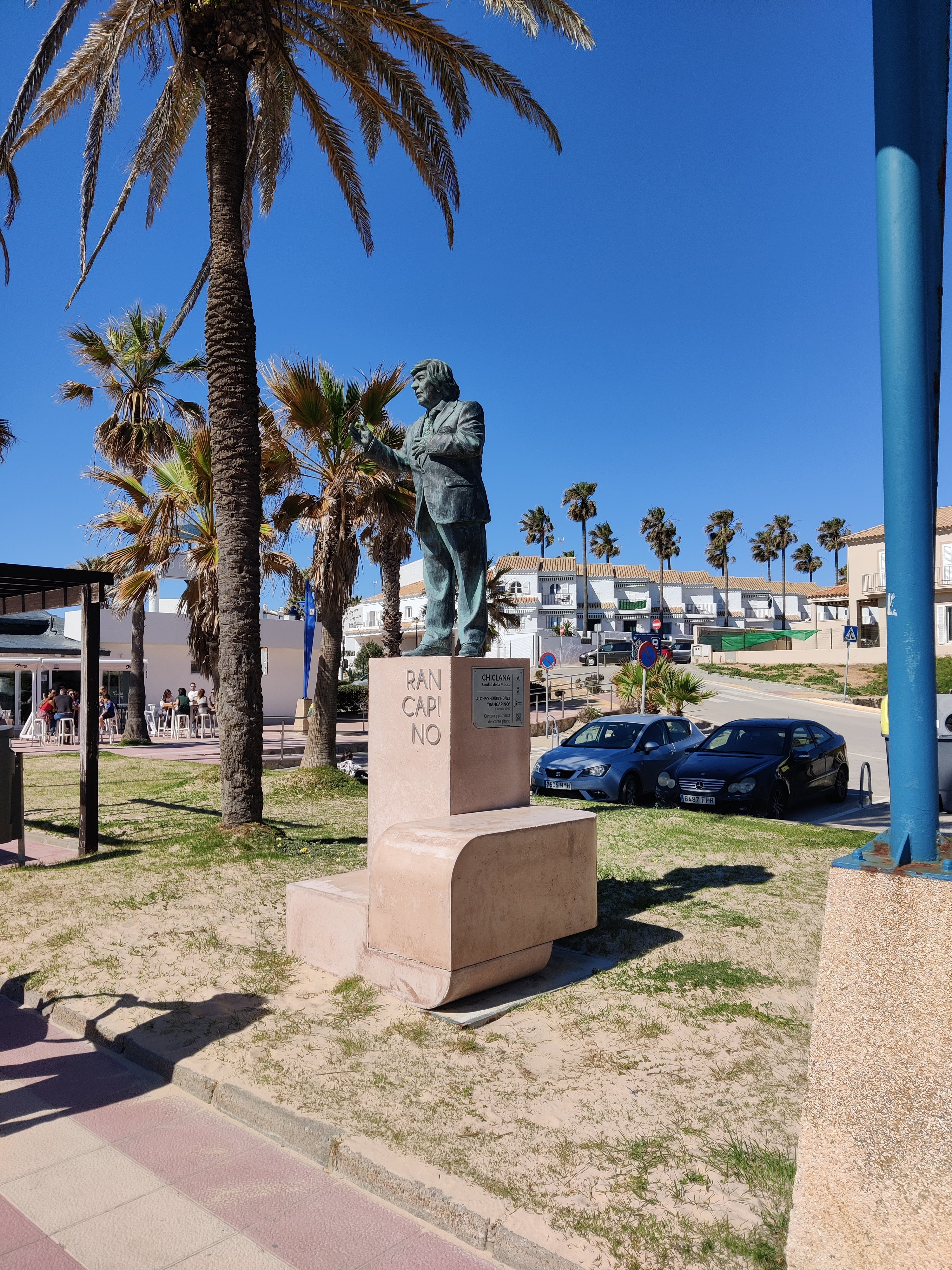
Monumento

## Discografía
- Rancapino, acompañado por el guitarrista Paco Cepero, 1972, reeditado en 2000 por BMG.